# Wichita, Kansas
Wichita (/ w ɪ tʃ ɪ t ɔː / WITCH -i-Taw) [8] là thành phố lớn nhất ở tiểu bang của Kansas. [9] [5] Nằm ở phía nam trung tâm Kansas trên sông Arkansas, nó là quận lỵ của Hạt Sedgwick và là thành phố chính của khu vực đô thị Wichita [3] [5] [10] với dân số ước tính là 644.610 vào năm 2015. [11] Đến năm 2017, thành phố Wichita có dân số ước tính là 391.586 người.[6]
Thành phố bắt đầu như là một bài kinh doanh trên đường mòn Chisholm trong thập niên 1860 và được thành lập vào năm 1870. Sau đó nó trở thành điểm đến cho gia súc lái xe từ phía bắc Texas đến đường sắt, kiếm được biệt danh "Cowtown". [12] [13] Vào những năm 1920 và 30, các kỹ sư kinh doanh và hàng không đã thành lập các công ty sản xuất máy bay ở Wichita, bao gồm Beechcraft, Cessna và Stearman Aircraft. Thành phố đã trở thành một trung tâm sản xuất máy bay của Mỹ và được gọi là "Thủ đô hàng không của thế giới". [14] Hàng không Textron, Learjet, Airbus và Spirit AeroSystemstiếp tục vận hành các cơ sở sản xuất và thiết kế ở Wichita, và thành phố vẫn là trung tâm chính của ngành công nghiệp máy bay Mỹ. Wichita cũng là nơi có Căn cứ Không quân McConnell. [15] [16]

Là một trung tâm công nghiệp, Wichita là một trung tâm văn hóa, truyền thông và thương mại. Nó tổ chức một số bảo tàng lớn, nhà hát, công viên, và các địa điểm vui chơi giải trí, đặc biệt là Intrust Bank Arena. Đại học bang Wichita là trường đại học lớn thứ ba trong tiểu bang. Wichita cũng là nơi có Trung tâm Hội nghị & Nghệ thuật Biểu diễn Thế kỷ II và sân bay lớn nhất của Kansas, Sân bay Quốc gia Wichita Dwight D. Eisenhower
Wichita là một thành phố thuộc quận Sedgwick, tiểu bang Kansas, Hoa Kỳ. Năm 2010, dân số của xã này là 382368 người.

## Lịch sử
Bài chi tiết: Lịch sử Wichita, Kansas và Timeline của Wichita, Kansas
Xem thêm: Lịch sử Kansas
Bằng chứng khảo cổ cho thấy sự cư trú của con người gần nơi hợp lưu của sông Arkansas và Little Arkansas, địa điểm của Wichita ngày nay, vào đầu năm 3000 trước Công nguyên [17] Năm 1541, một cuộc thám hiểm Tây Ban Nha do nhà thám hiểm Francisco Vázquez de Coronado lãnh đạo tìm thấy các Quivira, hoặc Wichita, người. Xung đột với Osage trong thập niên 1750 đã khiến cho Wichita trở nên xa hơn về phía nam. [18] Trước khi Mỹ định cư của khu vực, các trang web đã được nằm trên lãnh thổ của Kiowa. [19] Được Pháp tuyên bố đầu tiên là một phần củaLouisiana và sau đó được mua lại bởi Hoa Kỳ với việc mua Louisiana vào năm 1803, nó trở thành một phần của Lãnh thổ Kansas năm 1854 và sau đó là tiểu bang Kansas vào năm 1861. [20] [21]
Các Wichita trở lại vào năm 1864 do cuộc nội chiến Mỹ và thành lập một khu định cư trên bờ của Little Arkansas. [22] [23] Trong thời gian này, nhà giao dịch Jesse Chisholm đã thiết lập một điểm giao dịch tại địa điểm này, một trong số nhiều con đường dọc theo một con đường kéo dài về phía nam đến Texas và được gọi là Đường mòn Chisholm. [24] Sau chiến tranh, Wichita vĩnh viễn di chuyển về phía nam đến Lãnh thổ Ấn Độ (Oklahoma ngày nay). [23]
Năm 1868, nhà kinh doanh James R. Mead đã thiết lập một điểm giao dịch khác trên trang web, và nhà khảo sát Darius Munger đã xây dựng một ngôi nhà để sử dụng làm khách sạn, trung tâm cộng đồng và bưu điện. [25] [26] Cơ hội kinh doanh thu hút các thợ săn và buôn bán khu vực, và một khu định cư mới bắt đầu hình thành. Mùa hè đó, Mead và những người khác đã tổ chức Công ty Wichita Town, đặt tên cho khu định cư sau bộ lạc Wichita. [22] Vào năm 1870, người nhập cư Munger và người Đức William "Dutch Bill" Greiffenstein đã đệ đơn xin những con đường đầu tiên của thành phố. [26] Wichita chính thức hợp nhất thành một thành phố vào ngày 21 tháng 7 năm 1870. [25]
Bản đồ đường sắt năm 1915 của Hạt Sedgwick
Vị trí của Wichita trên đường mòn Chisholm khiến nó trở thành điểm đến cho các ổ bò đi từ miền bắc Texas đến các tuyến đường sắt dẫn đến các thị trường ở các thành phố phía đông của Hoa Kỳ. [24] [27] Các Atchison, Topeka và Santa Fe Railway đạt thành phố vào năm 1872. [28] Như vậy, Wichita đã trở thành một railhead cho các ổ đĩa gia súc, kiếm một cái tên riêng "Cowtown". [24] [27] Băng qua sông Arkansas, thị trấn Delano trở thành điểm đến giải trí phổ biến cho người chăn nuôi nhờ vào các quán rượu, nhà thổ và thiếu thực thi pháp luật. [29] Khu vực này nổi tiếng về bạo lực cho đến khi các luật sư địa phương, Wyatt Earptrong số đó, bắt đầu quyết đoán cảnh sát cao bồi. [24] [27] Vào cuối thập niên này, buôn bán gia súc đã chuyển về phía tây đến Thành phố Dodge. Wichita sáp nhập Delano năm 1880. [29]
Xuất nhập cảnh nhanh chóng dẫn đến sự bùng nổ đất đầu cơ vào cuối những năm 1880, kích thích mở rộng hơn nữa của thành phố. Fairmount College, mà cuối cùng đã trở thành Đại học bang Wichita, khai trương vào năm 1886; Đại học Garfield, mà cuối cùng trở thành Đại học Bạn bè, mở cửa vào năm 1887. [30] [31] Vào năm 1890, Wichita đã trở thành thành phố lớn thứ ba trong tiểu bang sau Kansas City và Topeka với dân số gần 24.000 người. [32] Sau sự bùng nổ, tuy nhiên, thành phố đã bước vào một cuộc suy thoái kinh tế, và nhiều người định cư ban đầu đã bị phá sản. [33]
Năm 1914 và 1915, các mỏ dầu và khí tự nhiên được phát hiện tại Hạt Butler gần đó. Điều này đã kích thích một sự bùng nổ kinh tế khác ở Wichita khi các nhà sản xuất thiết lập các nhà máy lọc dầu, các trạm tiếp nhiên liệu và trụ sở chính trong thành phố. [34] Đến năm 1917, có năm nhà máy lọc dầu hoạt động ở Wichita với bảy nhà máy lọc dầu khác được xây dựng vào những năm 1920. [35] Sự nghiệp và vận may của các loại dầu trong tương lai Archibald Derby, người sau này thành lập Derby Oil, và Fred C. Koch, người đã thành lập những gì sẽ trở thành Koch Industries, cả hai đều bắt đầu ở Wichita trong giai đoạn này. [34] [36]
Số tiền được tạo ra bởi sự bùng nổ dầu khiến các doanh nhân địa phương đầu tư vào ngành sản xuất máy bay mới ra đời. Năm 1917, Clyde Cessna chế tạo chiếc Cessna Comet ở Wichita, chiếc máy bay đầu tiên được chế tạo trong thành phố. Vào năm 1920, hai thợ dầu địa phương đã mời thợ xây dựng máy bay Chicago Emil "Matty" Laird sản xuất thiết kế của ông ở Wichita, dẫn đến việc thành lập Công ty Máy bay Swallow. Hai nhân viên Swallow sớm, Lloyd Stearman và Walter Beech, tiếp tục tìm thấy hai công ty nổi tiếng dựa trên Wichita, Stearman Aircraft vào năm 1926 và Beechcraftvào năm 1932, tương ứng. Cessna, trong khi đó, bắt đầu công ty riêng của mình ở Wichita vào năm 1927. [1] Thành phố trở thành trung tâm của ngành công nghiệp mà Phòng Thương mại Hàng không đặt tên nó là "Air Capital of the World" vào năm 1929. [37]
Dây chuyền lắp ráp Boeing B-29 (1944)
Trong những thập kỷ sau, sản xuất hàng không và máy bay tiếp tục thúc đẩy mở rộng thành phố. Năm 1934, các cơ sở Wichita của Stearman đã trở thành một phần của Boeing và trở thành nhà tuyển dụng lớn nhất của thành phố. [38] Việc xây dựng ban đầu Sân bay Thành phố Wichita đã hoàn thành phía đông nam của thành phố vào năm 1935. Trong Thế chiến II, trang web đã tổ chức sân bay Wichita Army Airfield và Nhà máy Công ty Máy bay Boeing số 1. [39] Thành phố trải qua một vụ nổ dân số trong chiến tranh khi nó đã trở thành một trung tâm sản xuất chính cho máy bay ném bom Boeing B-29. [40] Năm 1951, Không quân Hoa Kỳ đã công bố kế hoạch kiểm soát sân bay để thành lậpCăn cứ không quân McConnell. Vào năm 1954, tất cả các chuyến bay không quân sự đã chuyển sang Sân bay Wichita Mid-Continent mới phía tây thành phố. [39] Năm 1962, Lear Jet Corporation mở cửa với nhà máy nằm cạnh sân bay mới. [41]
Tòa nhà Pizza Hut ban đầu, được chuyển đến khuôn viên của Đại học Tiểu bang Wichita (2004)
Trong suốt thế kỷ 19 và 20, một số doanh nghiệp và thương hiệu nổi tiếng khác có nguồn gốc từ Wichita. AA Hyde thành lập nhà sản xuất sản phẩm chăm sóc sức khỏe Mentholatum ở Wichita vào năm 1889. [42] [43] Hãng bán lẻ đồ thể thao và cắm trại Coleman đã bắt đầu ở thành phố vào đầu những năm 1900. [42] [44] Một số thương hiệu thức ăn nhanh bắt đầu ở Wichita vào những năm 1950 và 1960 bao gồm Pizza Hut vào năm 1958. Trong những năm 1970 và 1980, thành phố trở thành một trung tâm chăm sóc sức khỏe và nghiên cứu y tế khu vực. [42]
Wichita đã là một đầu mối tranh cãi chính trị quốc gia nhiều lần trong lịch sử của nó. Trong năm 1900, nổi tiếng tiết độ cực đoan Carrie Nation tấn công ở Wichita sau khi biết thành phố đã không được thực thi Kansas của cấm pháp lệnh. [42] Các Dockum cửa hàng thuốc ngồi trong đã diễn ra tại thành phố năm 1958 với những người biểu tình đẩy cho desegregation. [45] Năm 1991, hàng ngàn người biểu tình chống phá thai đã phong tỏa và bị giam giữ tại các phòng khám phá thai ở Wichita, đặc biệt là phòng khám của George Tiller. [46] Tiller sau đó bị giết chết ở Wichita bởi một kẻ cực đoan vào năm 2009. [47]
Ngoại trừ một giai đoạn chậm trong thập niên 1970, Wichita đã tiếp tục tăng trưởng ổn định vào thế kỷ 21. [32] Vào cuối những năm 1990 và 2000, chính quyền thành phố và các tổ chức địa phương bắt đầu hợp tác để tái phát triển trung tâm thành phố Wichita và các khu phố cũ trong thành phố. [26] [29] [48] Intrust Bank Arena khai trương trung tâm thành phố năm 2010. [49]
Boeing đã kết thúc hoạt động của mình ở Wichita vào năm 2014. [50] Tuy nhiên, thành phố vẫn còn là một trung tâm quốc gia về sản xuất máy bay với các công ty khác bao gồm Spirit AeroSystems và Airbus cơ sở duy trì ở Wichita. [25] [51]
Sân bay Wichita Mid-Continent được chính thức đổi tên thành Sân bay Quốc gia Wichita Dwight D. Eisenhower sau khi người bản xứ Kansas và Tổng thống Hoa Kỳ vào năm 2015. [52]

## Vùng lân cận
Trung tâm hội nghị Wichita & Century II ở trung tâm thành phố dọc theo sông Arkansas
Wichita có một số khu vực và khu phố được công nhận. Khu vực trung tâm thành phố thường được coi là phía đông của sông Arkansas, phía tây đường Washington, phía bắc Kellogg và phía nam của đường 13. Khu vực trung tâm thành phố có các địa danh như Thế kỷ II, Trung tâm Garvey và Trung tâm Epic. Old Town cũng là một phần của trung tâm thành phố; khu vực rộng 50 mẫu Anh này là nơi có một nhóm các câu lạc bộ đêm, quán bar, nhà hàng, rạp chiếu phim, cửa hiệu và căn hộ và chung cư, nhiều nơi sử dụng không gian kiểu nhà kho lịch sử.
Hai khu dân cư nổi tiếng nhất của Wichita là Riverside và College Hill. Riverside nằm ở phía tây bắc của khu vực trung tâm thành phố, bên kia sông Arkansas, và bao quanh Công viên Riverside rộng 120 mẫu Anh (0,49 km 2). [69] College Hill nằm ở phía đông của khu vực trung tâm thành phố, phía nam Đại học Wichita State. College Hill là một trong những khu phố lịch sử hơn, cùng với Delano ở phía tây và Midtown ở trung tâm thành phố phía bắc. [70]
Danh sách các vùng lân cận
Một giá Woodard
Benjamin Hills
Brookhollow
Calfskin Group
Đồi College
Cottonwood Village
Triển vọng quốc gia
Courtland
Crestview Heights
Crown Heights North
Crown Heights South
Delano
Delano Township
Mặt trận phía Đông
Đông Mt. Vernon
Eastridge
El Pueblo
Fabrique
Fairfax
Fairmount
đồi cây
Fox Ridge
Grandview Heights
Đỉnh đồi
Midtown
Đồi Ấn Độ
Indian Hills Riverbend
Ken-Mar
Công viên La Placita
Lambsdale
Linwood
Nhin xa trông rộng
MacDonald
Đồi Maple
Matlock Heights
McAdams
McCormick
Mead
Meadowlark
Murdock
New Salem
North Riverside
Đông Bắc Trung Bộ
Northeast Heights
Đông Bắc K-96
Đông bắc Millair
Tây Bắc Big River
Oakview
Orchard Breeze
Công viên Orchard
Park Meadows
Planeview United
Quyền lực
Riverside
Riverview
Rockhurst
Schweiter
Schweiter East
Sherwood Glen
Sleepy Hollow
Khu vực phía Nam
Nam Trung Bộ
Thành phố phía Nam
Nam Seneca United
Tây nam
Làng Tây Nam
Hướng dương
Sunnybrook One
Sunnyside
The Elm
The Hyde
Trong khu
Làng
Westlink

## Dân số
Dân số các năm:
- Năm 2000: 344284 người
- Năm 2010: 382368 người